# Heterolejeunea
Heterolejeunea là một chi rêu trong họ Lejeuneaceae.